# Salve-se Quem Puder (telenovela)
Salve-se Quem Puder é uma telenovela brasileira produzida e exibida pela TV Globo de 27 de janeiro de 2020 a 16 de julho de 2021, em 107 capítulos. Substituiu Bom Sucesso e foi substituída pela reprise de Pega Pega (2017-18), sendo a 95.ª "novela das sete" exibida pela emissora.
A telenovela teve sua produção pausada em março de 2020, com o avanço da pandemia do COVID-19, enquanto teve sua exibição interrompida em 28 de março de 2020 após 54 capítulos. Entre o intervalo de exibição, reprises de Totalmente Demais (2015-2016) e Haja Coração (2016). A novela retornou ao ar em 22 de março de 2021, com um resumo dos capítulos que já haviam sido exibidos em 48 edições, enquanto em 17 de maio a exibição de capítulos inéditos foi retomada.
Escrita por Daniel Ortiz, com a colaboração de Flávia Bessone, Nilton Braga, Pedro Neschling, Gabriela Miranda, Bruno Segadilha e Victor Atherino, teve direção de Alexandre Klemperer, Bia Coelho, Hugo de Sousa, João Bolthauser e João Paulo Jabur. A direção geral foi de Marcelo Travesso e a direção artística foi de Fred Mayrink.
Contou com as atuações de Deborah Secco, Juliana Paiva, Vitória Strada, Rafael Cardoso, João Baldasserini, Bruno Ferrari, Thiago Fragoso e Guilhermina Guinle.

## Enredo
A história gira em torno de três jovens mulheres: A dramática Alexia (Deborah Secco), uma atriz azarada que ia estrelar sua primeira novela na televisão brasileira e sempre foi preterida pela mãe, Graziela, que nunca escondeu o favoritismo pela irmã de Alexia, a ambiciosa Petra, que além de tentar ser atriz apenas para irritar a irmã, tenta conquistar Alan, seu primo rico e viúvo. A desastrada Kyra (Vitória Strada), uma decoradora que estava prestes a se casar com seu namorado Rafael e a sonhadora Luna (Juliana Paiva), uma jovem mexicana que foi abandonada pela mãe, Helena (Flávia Alessandra), no México aos quatro anos de idade com seu pai, Mário, quando ela, em busca de obter uma melhor qualidade de vida para sua família, atravessou a fronteira americana para ir a outros países, porém nunca voltou. Após se conhecerem em um hotel de Cancún onde Luna trabalha, presenciarem o assassinato de um poderoso juiz chamado Vitório que ocorreu em meio a um poderoso furacão e serem perseguidas por uma facção criminosa que visa dominar o país, as jovens entram em um "Programa de Proteção à Testemunhas", sendo dadas como mortas na tempestade que assolou o México para seu entes queridos com o objetivo de saírem do radar dos assassinos, e são enviadas para o interior de São Paulo, usando identidades falsas e mudando seus nomes para Josimara (Alexia), Fiona (Luna) e Cleyde (Kyra). Quem deseja a morte delas é a inescrupulosa Dominique, uma das líderes da facção envolvida na morte do juiz Vitório e tia de Renzo (Rafael Cardoso), que teve um tórrido romance com Alexia no México um tempo antes de auxiliar a quadrilha no assassinato de Vitório, embora viva um dilema ético por não compactuar com as ilegalidades da família.
No interior, em São Judas do Norte, elas vão morar no sítio de Ermelinda (Grace Gianoukas) e do filho Zezinho (João Baldasserini), agentes secretos que trabalham no Programa de Proteção, porém as três, cansadas de ver a quadrilha que quase as assassinou continuar agindo impunemente, os convencem a ir para São Paulo e aproveitam as novas identidades para se infiltrarem em suas reais vidas. Alexia se torna secretária de Rafael para afastá-lo da ex namorada, Renatinha, que aproveitou a falsa morte de Kyra para tentar reconquistá-lo, vive uma relação de "amor e ódio" com Zezinho, que é disputado também por Bel, uma amiga que o chucro fez ao se mudar para São Paulo e descobre que Renzo, sua paixão de Cancún, está trabalhando na empresa de Rafael com o objetivo de tentar aliviar um pouco de toda a sua culpa por ter sido cúmplice nas falcatruas da tia Dominique. Kyra vai trabalhar como babá na casa do primo rico de Alexia, Alan (Thiago Fragoso), para fazer com que Ignácio, avô de Alexia que tem Alzheimer e que sempre amou incondicionalmente a neta e a motivou a seguir seus sonhos, não se esqueça dela, porém aos poucos se aproxima do viúvo, sendo vista como inimiga por Petra. Já Luna se infiltra na vida da própria mãe, que se tornou uma empresária poderosa e se casou com o magnata Hugo, sendo madrasta de Téo (Felipe Simas) e Micaela (Sabrina Petraglia), filhos do milionário. Ela atua como fisioterapeuta de Téo, que sofreu um grave acidente no furacão de Cancún e perdeu boa parte dos movimentos do seu corpo. Ao mesmo tempo, Luna tenta investigar o abandono de sua mãe e acaba se apaixonando pelo jovem, para despeito da namorada dele, Úrsula, uma garota possessiva e ciumenta, embora nem imagine que seu namorado mexicano Juan – o único que sabe a verdade sobre sua "morte" – está a sua procura.
O mais velho dos três filhos adotivos de Alan, Tarantino, não se sente amado pelo pai, e tenta se tornar um ginasta campeão olímpico para impressioná-lo, além de viver um romance com Bia, irmã mais nova de Kyra que tem um problema no coração, que é infernizada por Thammy (Lívia Inhudes), também interessada no rapaz. Já na nova família da mãe de Luna, a promissora Micaela sempre foi subestimada pelo pai por ser mulher e tenta provar sua capacidade nos negócios do milionário, combatendo bravamente o machismo dele, sendo disputada pelos irmãos Bruno (Marcos Pitombo) e Gael, que estão sendo manipulados pela prima Verônica, uma mulher amargurada que nutre um imenso sentimento de rancor e ódio por Micaela por acreditar que a jovem foi a responsável pelo falecimento de seu pai, e que planeja dar um golpe na empresa onde Micaela trabalha. Porém, aos poucos, os disfarces das protagonistas começam a serem descobertos, como Renzo percebendo determinadas semelhanças de Alexia em Josimara, Kyra sendo descoberta por Renatinha e Luna ficando frente a frente com a assassina Dominique.

## Elenco
| Intérprete         | Personagem                          |
| ------------------ | ----------------------------------- |
| Deborah Secco      | Alexia Máximo / Josimara dos Santos |
| Juliana Paiva      | Luna Furtado / Fiona Matteuchi      |
| Vitória Strada     | Kyra Romantini / Cleyde Ferreira    |
| João Baldasserini  | José Prazeiroso (Zezinho)           |
| Rafael Cardoso     | Renzo Machado de Alencar            |
| Bruno Ferrari      | Rafael Guimarães                    |
| Thiago Fragoso     | Alan Máximo                         |
| Guilhermina Guinle | Dominique Machado de Alencar        |
| Felipe Simas       | Teodoro Santamarina (Téo)           |
| Flávia Alessandra  | Helena Furtado Santamarina          |
| Leopoldo Pacheco   | Hugo Santamarina                    |
| Aline Dias         | Úrsula Gomes                        |
| Juliana Alves      | Renata Modesto (Renatinha)          |
| Grace Gianoukas    | Ermelinda Prazeiroso (Ermê)         |
| Bruna Guerin       | Petra Máximo                        |
| Dandara Mariana    | Maribel Apolinário (Bel)            |
| Murilo Rosa        | Mário Furtado                       |
| Rodrigo Simas      | Alejandro García Morales            |
| José Condessa      | Juan de La Piedra                   |
| Sophia Abrahão     | Júlia Santamarina                   |
| Sophia Abrahão     | Ela mesma                           |
| Gabriela Moreyra   | Aurora Machado de Alencar           |
| Sabrina Petraglia  | Micaela Santamarina                 |
| Marcos Pitombo     | Bruno Andrade                       |
| Cirillo Luna       | Gael Andrade                        |
| Marianna Armellini | Verônica Andrade                    |
| Marianna Armellini | Marlene Andrade                     |
| Otávio Augusto     | Ignácio Máximo                      |
| Débora Olivieri    | Graziela Máximo                     |
| Carolina Kasting   | Agnes Romantini                     |
| Babu Santana       | Policial Nanico                     |
| Ricardo Duque      | Detetive Ivo Mantovani              |
| Daniel Rangel      | Tarantino Máximo                    |
| Valentina Bulc     | Beatriz Romantini (Bia)             |
| Lívia Inhudes      | Thamires Freitas (Thammy)           |
| Cristina Pereira   | Lúcia Machado de Alencar            |
| Cosme dos Santos   | Edgard Apolinário                   |
| Marilu Bueno       | Dulce Sampaio                       |
| Nina Frosi         | Gabriela Sampaio (Gabi)             |
| Bernardo de Assis  | Catatau                             |
| Conrado Caputto    | Treinador Isaac Bittencourt         |
| Ana Carbatti       | Consulesa Adriana Regiano           |
| Igor Cosso         | Antônio Romantini Júnior (Júnior)   |
| Giordano Becheleni | Enéas                               |
| Cláudio Olegário   | Erick                               |
| Andressa Robles    | Carol                               |
| Bárbara Sut        | Dionice                             |
| Prazeres Barbosa   | Marieta                             |
| Gil Hernandez      | Pancho                              |
| Jerônimo Martins   | Eduardo (Edu)                       |
| Jaedson Bahia      | Vanderlei                           |
| Mila Carmo         | Vicky                               |
| Amauri Reis        | Baggio                              |
| Ygor Marçal        | Nicolas Máximo (Nico / Mosquito)    |
| Alice Palmar       | Sandra Máximo (Queen)               |

### Participações especiais
| Intérprete                | Personagem               |
| ------------------------- | ------------------------ |
| Aílton Graça              | Juiz Vitório Albuquerque |
| Zezé Motta                | Neusa Gomes              |
| Jacqueline Laurence       | Gracita Romantini        |
| Cristina Mullins          | Nair Máximo              |
| Déo Garcez                | Dr. Emir Guedes          |
| Bruno Dubeux              | Dr. Luciano Fernandes    |
| Ana Paula Botelho         | Cidinha                  |
| Manuela Duarte            | Marisa                   |
| Vanessa Pascale           | Drª. Magda               |
| Wal Schneider             | Escobar                  |
| Luka Ribeiro              | Diretor Jorge            |
| Werles Pajero             | Robson                   |
| Cláudio Galvan            | Taxista                  |
| Daniel Satti              | Donato Camargo           |
| João Villa                | Giba                     |
| Simon Petracchi           | Vinícius                 |
| Christina Rodrigues       | Yara                     |
| Juliana Betti             | Mônica                   |
| Jack Berraquero           | Fabrício                 |
| Evelyn Montesano          | Zuleika                  |
| Chao Chen                 | Deolindo Santiago        |
| Karina Marthin            | Lupita                   |
| Márcio Rosário            | Policial Colunga         |
| Paula Frascari            | Jurema                   |
| Hélady Araújo             | Solange                  |
| Cris Probba               | Roberta                  |
| William Vita              | Glauber (G.G)            |
| Adriano Petermann         | Jacinto (J.J)            |
| André Dale                | Sr. Martinez             |
| Fernanda Ribeiro          | Gertrudes                |
| Rafa Vachaud              | Fred                     |
| Aline Marques             | Patty                    |
| Marcus Tardin             | Vitinho                  |
| João Vitor Madrug         | Cirilo                   |
| Sônia Zagury              | Dona Frida               |
| Pablo Uranga              | Padre Oziel              |
| Biju Martins              | Assecla de Pancho        |
| Marcelo Aquino            | Botelho                  |
| Ricardo Gimenez           | Heitor                   |
| Keyla Milanez             | Sheila                   |
| Ed Lopez Dassilva         | Gumercindo               |
| Gabriel Mandergan         | Lucca                    |
| Priscila Castello Branco  | Alícia                   |
| Leandro Santanna          | Motorista de ônibus      |
| Maria Flor Secco          | Alexia Máximo (criança)  |
| Maria Flor Secco          | Juju                     |
| Sophia de Carvalho        | Luna Furtado (criança)   |
| Marina Loggia             | Kyra Romantini (criança) |
| Patricia Pillar           | Ela mesma                |
| Thiago Lacerda            | Ele mesmo                |
| Betty Faria               | Ela mesma                |
| Lília Cabral              | Ela mesma                |
| Francisco Cuoco           | Ele mesmo                |
| Ary Fontoura              | Ele mesmo                |
| Eduardo Sterblitch        | Ele mesmo                |
| Maria Eduarda de Carvalho | Ela mesma                |
| Marcelo Mello Jr.         | Ele mesmo                |
| Fred Mayrink              | Ele mesmo                |
| Mumuzinho                 | Ele mesmo                |
| Narcisa Tamborindeguy     | Ela mesma                |
| Ana Botafogo              | Ela mesma                |
| Fátima Bernardes          | Ela mesma                |
| Patrícia Poeta            | Ela mesma                |
| Marcelo & Ryan            | Eles mesmos              |
| Raffa Torres              | Ele mesmo                |
| Carol Sampaio             | Ela mesma                |
| Dudu Bertholini           | Ele mesmo                |

## Produção

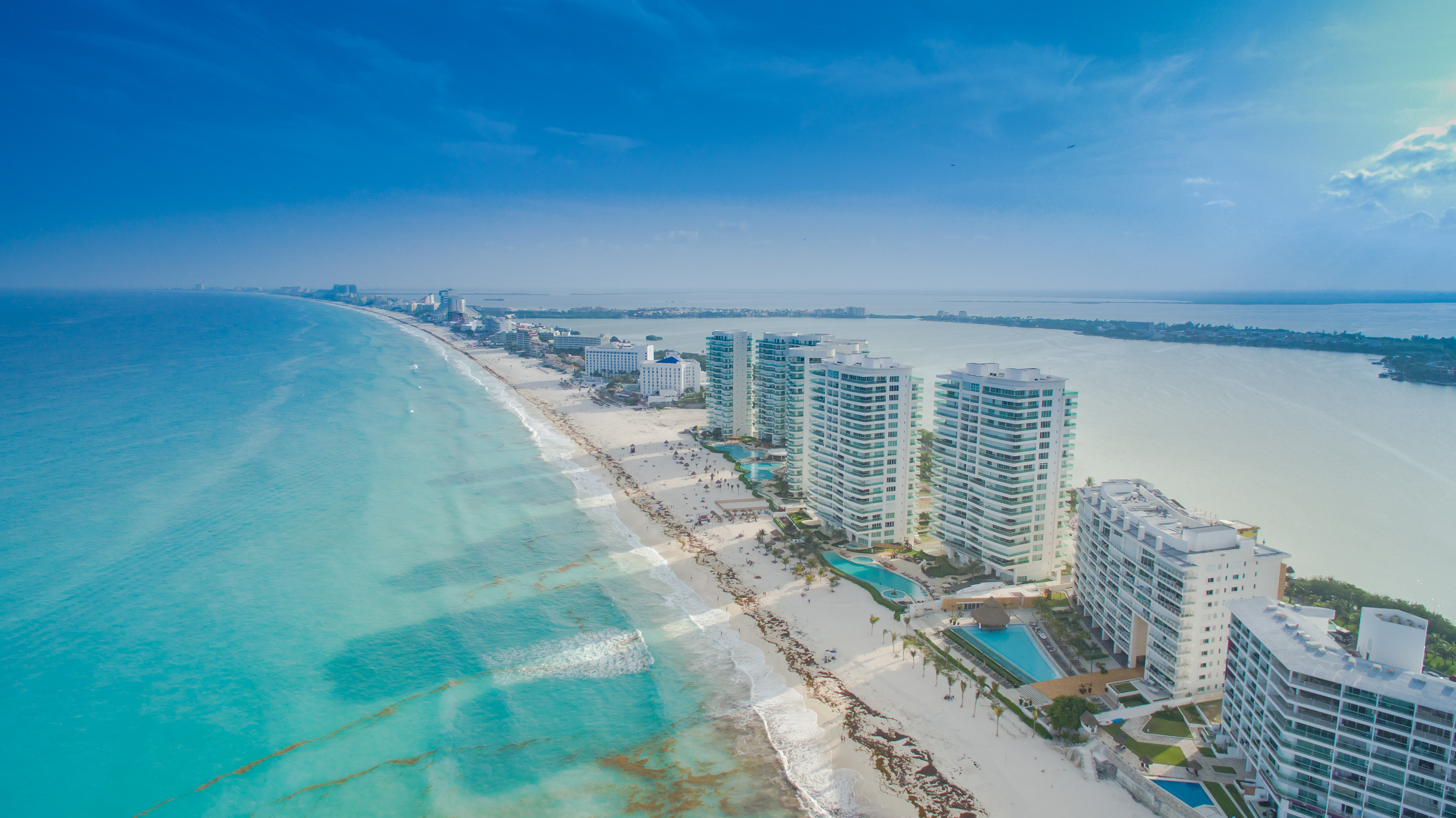
As primeiras cenas foram gravadas em Cancún, no México.

Daniel Ortiz começou a escrever a novela em novembro de 2017. A sinopse foi aprovada em abril de 2018 e entrou na fila de "novelas das sete" para ir ao ar apenas no início de 2020. Em setembro de 2018, Daniel já havia entregue seis capítulos completos e começou a dar os primeiros detalhes sobre a história, que traria três protagonistas com o mesmo peso e importância, além de se passar no interior de São Paulo. Originalmente, a novela se chamaria Adrenalina, porém o título foi alterado depois para Salve-se Quem Puder para soar mais divertido por se tratar de uma comédia.
Foi a primeira novela original escrita por Daniel, uma vez que Alto Astral era um desenvolvimento da história deixada por Andréa Maltarolli antes de falecer, enquanto Haja Coração era um remake de Sassaricando, de Silvio de Abreu. Segundo o autor, Salve-se Quem Puder é inspirada pelas telenovelas das décadas de 1980 e 1990 que misturavam comédia e aventura, citando A Gata Comeu e Quatro por Quatro. Além disso, o diretor Fred Mayrink disse que o perfil da trama era uma homenagem a Jorge Fernando, que se tornou célebre por dirigir novelas de comédia. Para a preparação de seus personagens, que praticavam ginástica artística na obra, Daniel Rangel, Valentina Bulc, Lívia Inhudes, Andressa Robles, Cláudio Olegário e Bárbara Sut passaram por treinamentos e workshop com o ginasta Arthur Zanetti. Para interpretar Alexia, Deborah Secco alegou que se inspirou em Cláudia Raia pelo perfil naturalmente cômico e extravagante, enquanto, para interpretar Luna, Juliana Paiva se inspirou no papel que Jennifer Lopez desempenhou no filme Encontro de Amor (2002).

### Gravações
As gravações dos primeiros capítulos, que se passavam no México, ocorreram entre 25 de outubro e 3 de novembro de 2019, envolvendo uma equipe de 50 profissionais da técnica, além dos atores Deborah Secco, Juliana Paiva, Vitória Strada, Rafael Cardoso, Felipe Simas, Guilhermina Guinle e José Condessa. Fred Mayrink começou a estudar a probabilidade de reproduzir o furacão do primeiro capítulo ainda no começo de 2019, uma vez que o diretor queria algo mais realista, que pudesse recorrer a efeitos especiais apenas para formar a fenômeno natural e não para mostrar a devastação ao redor, como era comum nas novelas, desejando que a destruição fosse feita em cenários reais e não computadorizados. A gravação do furacão durou cinco dias, envolveu 60 profissionais e utilizou uma área de 450 m², contando com piscinas artificiais para formar as ondas do mar e a destruição de um restaurante real. A equipe gravou cenas no Retiro dos Artistas; o local foi transformado em uma vila do México. Uma das cenas iniciais da novela se passou na boate Doutor Spock, que originalmente fazia parte de Verão 90, como homenagem à Jorge Fernando por ter sido sua última telenovela dirigida.

### Escolha do elenco
Bianca Bin foi a primeira escalada como Kyra, uma das protagonistas, porém a atriz pediu dispensa da novela e foi substituída por Vitória Strada. Por já ser o segundo trabalho que Bianca recusava, depois do papel de antagonismo em A Dona do Pedaço, a TV Globo decidiu não renovar o contrato com a atriz, alegando que estava mantendo apenas atores disponíveis. Isis Valverde e Tatá Werneck recusaram os papéis de Luna e Alexia, respectivamente. A primeira preferiu integrar Amor de Mãe por ser um papel mais dramático, enquanto a segunda quis estender a licença-maternidade e os papéis ficaram para Juliana Paiva e Deborah Secco. Gabriela Duarte recusou interpretar a antagonista Dominique e Guilhermina Guinle foi escalada. Convidado para interpretar Hugo, Murilo Benício também preferiu integrar o elenco de Amor de Mãe e o papel passou para Murilo Rosa, que foi realocado para o posto de Mário na mesma trama, e o personagem ficou enfim para Leopoldo Pacheco.
Elizabeth Savalla abriu mão de interpretar Ermelinda para dedicar-se ao teatro e Grace Gianoukas ficou em seu lugar. Já Patrícya Travassos interpretaria Graziela, porém as gravações da novela coincidiam com a segunda temporada do seriado O Dono do Lar, do Multishow, e foi substituída por Débora Olivieri. Viviane Araújo foi trocada por Juliana Alves como Renatinha, uma vez que foi considerada velha demais para formar um triângulo com Vitória Strada e Bruno Ferrari. Talita Younan e Pâmela Tomé fizeram os testes para interpretar Úrsula, mas Aline Dias foi escolhida. Ricardo Rathsam estava escalado para interpretar Mantovani, mas teve que deixar o elenco para se dedicar a uma peça teatral, sendo substituído por Ricardo Duque.

### Pandemia de COVID-19 e mudanças no elenco
Em 28 de março de 2020, as gravações da novela foram interrompidas por conta da pandemia de COVID-19, e no seu horário foram exibidas as reprises de Totalmente Demais (2015) e Haja Coração (2016), a partir de 30 de março de 2020 até 19 de março de 2021.
Em 11 de junho de 2020, José Condessa, que interpretava um dos protagonistas, pediu desligamento da novela, uma vez que já tinha acertado com o canal português TVI desde o final de 2019 que protagonizaria uma novela no segundo semestre de 2020, logo após finalizar os trabalhos em Salve-se Quem Puder – que antes da pandemia de COVID-19 no Brasil tinha previsão de terminar em julho e não iria conflitar as gravações até então. A emissora brasileira já sabia do compromisso e, por questão contratual, liberou o ator. Um dia depois foi anunciado que Rodrigo Simas entraria no elenco para disputar a personagem de Juliana Paiva com Felipe Simas, seu irmão na vida real. Ainda em junho, Sabrina Petraglia, intérprete da personagem Micaela, anunciou que estava grávida de seu segundo filho e que deixaria a trama para não prejudicar a gravidez por conta da pandemia. Como justificativa, foi anunciado que sua personagem receberia uma proposta de emprego no exterior, mas que Sabrina iria gravar as últimas cenas da personagem em setembro, mês anunciado para retornar as gravações. Por conta da saída da personagem, a trama de Verônica (Marianna Armellini), ficou comprometida, já que a personagem tinha como objetivo uma vingança contra Micaela por um acontecimento no passado. A situação rapidamente foi resolvida quando o autor Daniel Ortiz decidiu colocar Verônica na cadeia e criou a personagem Marlene, sua irmã gêmea.
Por conta de sua popularidade na vigésima edição do Big Brother Brasil, Manu Gavassi foi convidada pelo autor para interpretar Júlia, personagem criada especialmente para cobrir a falta de Micaela, mas por conta de outros compromissos profissionais, a atriz precisou recusar o convite, e Sophia Abrahão acabou assumindo o papel, retornando a trama após fazer uma participação especial como ela mesma.
As gravações foram retomadas em 10 de agosto sob critérios rígidos, para cumprir os protocolos de segurança, com camarins exclusivos e montagem de novas cidades cenográficas. Os roteiros foram elaborados de forma que apenas dois atores participam de cada cena gravada. Mesmo assim, a Globo informou que os novos capítulos deveriam ir ao ar apenas em 2021.
Segundo o colunista Flavio Ricco, os atores Babu Santana e Gabriela Moreyra seriam integrados à trama na retomada das gravações. Babu seria o policial Nanico, enquanto Gabriela viveria Aurora. Pedro Carvalho chegou a ser sondado para participar na retomada das gravações da novela, mas recusou o convite para tocar projetos artísticos em Portugal.
Em 1° de setembro, Rodrigo Simas foi diagnosticado com COVID-19 e teve que se afastar do trabalho, mesmo estando assintomático. As gravações das cenas com o ator foram adiadas e o roteiro alterado. Outros atores do elenco, como Felipe Simas, Deborah Secco e Aline Dias também já haviam sido contaminados pelo vírus, mas todos se curaram antes do reinício das gravações. Em setembro, o ator Rafael Cardoso também foi diagnosticado com COVID-19, assintomático, e ficou em isolamento por alguns dias. Apesar do afastamento do ator a produção não sofreu mudanças em suas gravações. No dia 28 de setembro, Juliana Paiva sentiu uma pequena queda de pressão, e acabou não comparecendo aos Estúdios Globo para gravar as cenas com Flávia Alessandra, que estavam previstas para aquele dia. O roteiro sofreu uma leve modificação; e a atriz retornou aos estúdios no dia 29. No dia 30 de outubro, Sophia Abrahão pediu para se ausentar das gravações. A atriz teve contato com uma pessoa contaminada pelo coronavírus. A produção autorizou que ela ficasse em quarentena até sair o resultado do teste.
No dia 25 de novembro, Flávia Alessandra foi afastada das gravações, após ser diagnosticada com o novo coronavírus, apesar de estar assintomática. Ela retornou posteriormente às gravações, depois de cumprir o período de isolamento. Por ser do grupo de risco, Otávio Augusto passou a gravar de casa as suas cenas como Ignácio. O ator contracena com a esposa Cristina Mullins, que interpreta Nair; irmã de seu personagem.

## Exibição
As primeiras prévias começaram a serem divulgadas na televisão e nas redes sociais no final de dezembro de 2019, apresentando as protagonistas e suas sinopses sob o slogan "O destino nunca arrumou tanta confusão". Os teasers fizeram sucesso na internet e logo vários atores do elenco fizeram versões próprias do teaser. As chamadas começaram a ser veiculadas em 3 de janeiro de 2020.

### Pausa e retorno
Devido ao fechamento dos Estúdios Globo como medida preventiva para evitar a proliferação da COVID-19, a trama saiu do ar temporariamente em 28 de março de 2020 na metade da história. Após a gravação completa de toda a segunda parte da história, a novela voltou ao ar em 22 de março de 2021 com a reexibição dos capítulos da primeira parte até 15 de maio. Os 53 capítulos inéditos começaram a ser exibidos em 17 de maio de 2021.
| Temporada | Temporada | Capítulos | Capítulos | Exibição              | Exibição            |
| Temporada | Temporada | Capítulos | Capítulos | Estreia               | Final               |
| --------- | --------- | --------- | --------- | --------------------- | ------------------- |
|           | 1         | 54        | 107       | 27 de janeiro de 2020 | 28 de março de 2020 |
|           | 2         | 53        | 107       | 17 de maio de 2021    | 16 de julho de 2021 |

### Exibição internacional
Em Portugal, Salve-se Quem Puder estreou em 10 de maio de 2021 pela Globo Portugal. Em Israel, a telenovela estreou em 14 de dezembro de 2021 no canal Viva Premium, substituindo Bom Sucesso, assim como fez no Brasil. No mercado latino, estreou em El Salvador através da TCS Canal 6, sob o título original de vendas para o mercado internacional ¡Corran por sus Vidas!, no dia 22 de dezembro de 2021 às 15h, substituindo Verão 90. Já em 3 de janeiro de 2022, às 16h, a telenovela estreou no Uruguai pela Teledoce.

### CrossovercomVai na Fé
Em janeiro de 2023, a TV Globo estreou sua nova novela das 19h, Vai na Fé, escrita por Rosane Svartman. No primeiro capítulo da trama, há uma participação especial da personagem Alexia Máximo, vivida por Deborah Secco após o final de Salve-se Quem Puder. Nela, a personagem se vê bem sucedida e é uma atriz famosa e reconhecida. Mas passa por um drama na vida pessoal. Ela se torna cliente da advogada Lumiar (Carolina Dieckmann) e relata que, ao se separar de Zezinho (João Baldasserini), se envolveu com outro homem, de nome Guto, e que era vítima de violência doméstica por parte dele.

## Recepção

### Audiência

#### Primeira parte
Salve-se Quem Puder marcou 28 pontos de média no primeiro capítulo, três a menos que a estreia da antecessora, Bom Sucesso. Em 17 de março, registrou 33,6 pontos. O final da primeira parte, exibido em 28 de março, obteve 28,8 pontos.

#### Reapresentação da primeira parte
Em sua reestreia, registrou 26,9 pontos. No sexto capítulo, registrou até então a sua menor média desde a estreia da primeira parte com 21,5 pontos. Em 10 de maio de 2021, registrou 27,9 pontos, sendo essa a sua maior audiência. O último capítulo da reprise registrou 22,9 pontos.

#### Segunda parte
O primeiro capítulo, exibido em 17 de maio de 2021, registrou 27,6 pontos. Em 24 de junho, alcançou seu pior índice com 20,1 pontos. Ao longo de sua exibição, a novela passou a superar e empatar algumas vezes com a edição especial da novela das nove, no caso Império, com médias de 25 a 27 pontos. Em 29 de junho, bate recorde com 28,4 pontos. Em 6 de julho, bate novo recorde com 28,8 pontos. Em 13 de julho, cravou 29,1 pontos. No dia seguinte cravou 29,3 pontos. O último capítulo registrou 29,1 pontos. A trama teve média geral de 27,1 pontos, se tornando até o momento a novela das 19hrs mais assistida da década de 2020.

### Prêmios e indicações
| Ano  | Prêmio                              | Categoria                                   | Indicação                          | Resultado | Ref.            |
| ---- | ----------------------------------- | ------------------------------------------- | ---------------------------------- | --------- | --------------- |
| 2020 | Prêmio Noticiasdetv.com             | Melhor Atriz (Protagonista/Co-protagonista) | Vitória Strada                     | Indicado  | [ 175 ]         |
| 2020 | Prêmio Noticiasdetv.com             | Melhor Atriz (Protagonista/Co-protagonista) | Deborah Secco                      | Indicado  | [ 175 ]         |
| 2020 | Prêmio Noticiasdetv.com             | Melhor Ator (Protagonista/Co-protagonista)  | Bruno Ferrari                      | Indicado  | [ 175 ]         |
| 2020 | Prêmio Noticiasdetv.com             | Melhor Atriz (Vilã/Antagonista)             | Guilhermina Guinle                 | Indicado  | [ 175 ]         |
| 2020 | Prêmio Noticiasdetv.com             | Melhor Ator (Cômico)                        | João Baldasserini                  | Indicado  | [ 175 ]         |
| 2020 | Prêmio Noticiasdetv.com             | Melhor Atriz (Juvenil/Jovem Adulta)         | Valentina Bulc                     | Indicado  | [ 175 ]         |
| 2020 | Prêmio Contigo! Online              | Melhor Novela                               | Salve-se Quem Puder                | Indicado  | [ 176 ] [ 177 ] |
| 2020 | Prêmio Contigo! Online              | Melhor Ator de Novela                       | João Baldasserini                  | Indicado  | [ 176 ] [ 177 ] |
| 2020 | Prêmio Contigo! Online              | Melhor Ator de Novela                       | Rafael Cardoso                     | Indicado  | [ 176 ] [ 177 ] |
| 2020 | Prêmio Contigo! Online              | Revelação da TV                             | Igor Cosso                         | Indicado  | [ 176 ] [ 177 ] |
| 2020 | Prêmio Contigo! Online              | Revelação da TV                             | José Condessa                      | Indicado  | [ 176 ] [ 177 ] |
| 2020 | Prêmio Contigo! Online              | Melhor Ator/Atriz Mirim                     | Alice Palmar                       | Venceu    | [ 176 ] [ 177 ] |
| 2021 | Prêmio Área VIP – Melhores da Mídia | Melhor Ator de 2020                         | João Baldasserini                  | Indicado  | [ 178 ] [ 179 ] |
| 2021 | Prêmio Área VIP – Melhores da Mídia | Melhor Novela de 2020                       | Salve-se Quem Puder                | Indicado  | [ 178 ] [ 179 ] |
| 2021 | Prêmio Área VIP – Melhores da Mídia | Personagem do Ano de 2020                   | Alexia Máximo (Deborah Secco)      | Indicado  | [ 178 ] [ 179 ] |
| 2021 | Prêmio Área VIP – Melhores da Mídia | Personagem do Ano de 2020                   | Kyra Romantini (Vitória Strada)    | Indicado  | [ 178 ] [ 179 ] |
| 2021 | Prêmio Noticiasdetv.com             | Melhor Atriz (Vilã/Antagonista)             | Sophia Abrahão (também em As Five) | Indicado  | [ 180 ]         |
| 2021 | Prêmio Noticiasdetv.com             | Melhor Atriz Mirim ou Adolescente           | Alice Palmar                       | Indicado  | [ 180 ]         |
| 2021 | Melhores do Ano                     | Melhor Novela                               | Salve-se Quem Puder                | Indicado  | [ 181 ]         |
| 2021 | Prêmio Contigo! Online              | Melhor Novela                               | Salve-se Quem Puder                | Indicado  | [ 182 ]         |
| 2021 | Prêmio Contigo! Online              | Melhor Atriz de Novela                      | Vitória Strada                     | Venceu    | [ 182 ]         |
| 2021 | Prêmio Contigo! Online              | Melhor Ator de Novela                       | João Baldasserini                  | Indicado  | [ 182 ]         |
| 2021 | Prêmio Contigo! Online              | Melhor Atriz Mirim                          | Alice Palmar                       | Venceu    | [ 182 ]         |
| 2021 | Prêmio Contigo! Online              | Melhor Ator Mirim                           | Ygor Marçal                        | Venceu    | [ 182 ]         |
| 2021 | Prêmio Contigo! Online              | Revelação da TV                             | Bernardo de Assis                  | Indicado  | [ 182 ]         |
| 2022 | Troféu Imprensa                     | Melhor Atriz                                | Juliana Paiva                      | Indicada  | [ 183 ]         |
| 2022 | Troféu Internet                     | Melhor Novela                               | Daniel Ortiz                       | Indicado  | [ 184 ]         |
| 2022 | Troféu Internet                     | Melhor Atriz                                | Deborah Secco                      | Indicada  | [ 184 ]         |
| 2022 | Troféu Internet                     | Melhor Atriz                                | Juliana Paiva                      | Indicada  | [ 184 ]         |

## Música
Salve-se Quem Puder foi a última telenovela das 19h TV Globo, junto com Nos Tempos do Imperador e Um Lugar ao Sol a ter sua trilha sonora lançada em mídia física (CD).

### Volume 1
- Capa: Deborah Secco, Juliana Paiva e Vitória Strada.[186]

1. "Beija-me", Ludmilla
2. "Good as Hell", Lizzo
3. "Meu Talismã", Iza
4. "Devil May Dance Tonight", Ina Forsman
5. "Change", The Revivalists
6. "Caminhos", Scarcéus
7. "A Tal Canção pra Lua", Vitor Kley part. Samuel Rosa
8. "Una Flor", Juanes
9. "Cielito Lindo", Luiza Possi
10. "Meu Bem", Cai Sahra
11. "Você Vai Ouvir Sobre Ela", Olívia
12. "A Gente Faz", Clara Valverde e Josefe
13. "Thinking of You", Simply Red

### Outras canções
Lista de faixas divulgadas pelo site oficial.
- "A Vida é Um Rio", Raffa Torres
- "Medo de Amar", Karinah
- "Desejo Danado", Marcelo & Ryan
- "Honey Bee", The Kooks
- "You and Me", James TW
- "Unchained Melody", The Righteous Brothers
- "Un Año", Sebastián Yatra
- "Muito Calor", Ozuna e Anitta
- "Cama e Mesa", Roberto Carlos
- "Can't Get Enough of Your Love Baby", Barry White